# 中央フード
中央フード（ちゅうおうフード）は、丸久グループが展開するスーパーマーケットチェーンブランドの1つ。また、株式会社中央フードは2020年3月1日までこれを運営していた企業である。

## 企業概要
2017年2月まで本社が所在していた山口県岩国市をはじめ、大島郡周防大島町、周南市、柳井市にスーパーマーケット「中央フード」8店舗を展開する。かつては広島県佐伯郡大野町（現：廿日市市大野）に一店舗、大竹市にも「業務スーパー」店舗が存在した。
なお、大阪市福島区に本社を置く、産業向け給食と飲食店事業を中央フードサービス株式会社とは無関係。
2014年7月4日、地場スーパーマーケットチェーンの丸久（防府市）が10月上旬をめどに中央フードの発行済み株式の54%と不動産管理会社の中央商事の全株式を取得し、2社を子会社化すると発表した。子会社化後も店名は変えず、従業員の雇用も維持するという。またこれに伴い、加盟していたCGCグループを脱退している。
2017年3月1日付で子会社化に伴い、本社を岩国市から丸久グループ（リテールパートナーズ）本社のある防府市へ移転した。2020年3月1日付で丸久へ吸収合併され、中央フードは解散した。